# Orne
Orne é um departamento da França localizado na região da Normandia. Sua capital é a cidade de Alençon.
Compreende 505 comunas.